# مایلز لویس-اسکلی
مایلز لویس-اسکلی (انگلیسی: Myles Lewis-Skelly؛ زادهٔ ۲۶ سپتامبر ۲۰۰۶) بازیکن فوتبال اهل انگلستان است که در پست دفاع چپ برای باشگاه آرسنال در لیگ برتر انگلستان و تیم ملی انگلستان بازی می‌کند.
از باشگاه‌هایی که در آن بازی کرده‌است می‌توان به باشگاه فوتبال آرسنال شاره کرد.
وی همچنین در تیم‌های ملی فوتبال زیر ۱۶ سال انگلستان، زیر ۱۷ سال، زیر ۱۸ سال، زیر ۱۹ سال و بزرگسالان انگلستان بازی کرده‌است.